# Guido Bertolaso
Guido Bertolaso (né le 20 mars 1950 à Rome) est un ancien fonctionnaire et médecin italien, ancien directeur du département de la Protection civile de la Présidence du Conseil des ministres (2001) et ancien secrétaire d'État à la Présidence du Conseil avec une délégation sur la Crise des déchets à Naples, dans le gouvernement de Silvio Berlusconi (21 mai 2008).

## Biographie
Secrétaire d'État à la Solution de l'urgence des déchets dans la région Campanie et, officieusement, aux « grands événements » ; nommé à Naples le 21 mai 2008, jusqu'au 31 décembre 2009), ensuite à la Coordination de la protection civile au niveau européen et international jusqu'au 11 novembre 2010. En janvier 2010, Berlusconi annonce sa promotion prochaine au rang de ministre du gouvernement. Il finit par prendre sa retraite le 11 novembre 2010 sans avoir été nommé ministre.
Diplômé docteur en médecine à l'Université de Rome « La Sapienza ».
Le 28 janvier 2010, à L'Aquila, Berlusconi annonce que Bertolaso deviendra prochainement ministre de son gouvernement en raison de ses mérites acquis lors la reconstruction après le séisme des Abruzzes, juste après qu'une polémique assez vive eut poussé à une demande de démission de la part des Américains, à la suite de critiques de l'intéressé sur leur mauvaise gestion du séisme de 2010 à Haïti, vivement contestée par Hillary Clinton.
En 2010, il est vivement critiqué aux côtés de Silvio Berlusconi dans le film Draquila : L'Italie qui tremble de Sabina Guzzanti. Peu après, il quitte le gouvernement italien et demande son admission à la retraite. En janvier 2010, Berlusconi avait annoncé sa promotion prochaine au rang de ministre du gouvernement. Il finit par prendre sa retraite le 11 novembre 2010 sans avoir été nommé ministre.